# U-19-Fußball-Europameisterschaft 2017
Die Endrunde der 33. U-19-Europameisterschaft fand vom 2. bis zum 15. Juli 2017 in Georgien statt. Insgesamt nahmen acht Mannschaften daran teil.
Laut einem Beschluss des UEFA-Exekutivkomitees vom 2. Mai 2016 durfte bei diesem Turnier in einer Verlängerung jede Mannschaft eine vierte Einwechslung vornehmen.

## Vergabe
Das Exekutivkomitee des europäischen Verbandes der UEFA hat Georgien am 26. Januar 2015 den Zuschlag für die Ausrichtung der U-19-Europameisterschaft 2017 gegeben. Die Entscheidung gab die UEFA nach einer Sitzung des Exekutivkomitees in Nyon bekannt. Georgien war damit erstmals Ausrichter eines UEFA-Jugendwettbewerbes.

## Qualifikation
Die Qualifikation zu dem Turnier fand in zwei Stufen statt. Auf die erste Qualifikationsrunde folgte eine zweite Runde, Eliterunde genannt. Georgien war als Gastgeber direkt qualifiziert.

### Erste Runde
Die Auslosung der ersten Runde erfolgte am 3. Dezember 2015 in Nyon. Spanien erhielt vorab ein Freilos für die Eliterunde. Die übrigen 52 Teilnehmer wurden auf 13 Gruppen à vier Mannschaften aufgeteilt. Die Gruppenersten und -zweiten sowie der beste Gruppendritte, für dessen Ermittlung nur die Spiele gegen die beiden Gruppenersten zählten, erreichten die Eliterunde im Frühjahr 2017. Deutschland traf in Gruppe 4, die vom 6. bis 11. Oktober 2016 in Albanien spielte noch auf Irland und Gibraltar. Österreich musste nach Litauen reisen und traf dort in Gruppe 5 vom 4. bis 9. Oktober 2016 noch auf Bosnien und Herzegowina und Aserbaidschan. Die Schweiz traf in Gruppe 7 vom 10. bis 15. November in Armenien zudem auf Italien und Ungarn. Sowohl Deutschland als auch Österreich setzen sich als Gruppensieger mit drei Siegen in drei Spielen durch und qualifizierten sich für die Eliterunde, die Schweiz aber musste sich nach einem starken Spiel gegen Armenien (4:0) den Bulgaren geschlagen geben (1:2), ein Remis gegen Italien reichte nur für den dritten Rang, was das Aus bedeutete.

### Eliterunde
In der Eliterunde wurden die verbleibenden Mannschaften in sieben Gruppen à vier Mannschaften eingeteilt. Jede Gruppe spielte ein Mini-Turnier in einem Land aus. Die sieben Gruppensieger der Eliterunde qualifizieren sich für die Endrunde. Die Eliterunde fand vom 22. bis zum 28. März 2017 statt.
Die Auslosung ergab folgende Gruppen (Reihenfolge nach Endplatzierung):
| Gruppe 1      | Gruppe 2      | Gruppe 3  | Gruppe 4   | Gruppe 5               | Gruppe 6     | Gruppe 7  |
| ------------- | ------------- | --------- | ---------- | ---------------------- | ------------ | --------- |
| Niederlande 1 | Deutschland 1 | England 1 | Portugal 1 | Bulgarien              | Tschechien 1 | Schweden  |
| Griechenland  | Serbien       | Spanien   | Kroatien   | Bosnien u. Herzegowina | Ungarn       | Irland    |
| Finnland      | Slowakei      | Norwegen  | Türkei     | Israel                 | Österreich   | Belgien 1 |
| Ukraine       | Zypern        | Belarus   | Polen      | Frankreich 1           | Schottland   | Italien   |

Die deutsche Auswahl von Trainer Frank Kramer setzte sich in Gruppe 2 mit drei Siegen aus drei Spielen als Gruppensieger durch und qualifizierte sich so für die Endrunde. Nach einem Last-Minute-Sieg im ersten Spiel gegen Zypern, als der Siegtreffer durch Etienne Amenyido erst in der dritten Minute der Nachspielzeit fiel, folgten zwei souveräne Siege gegen die Auswahlen aus Serbien (2:0) und der Slowakei (4:0). Die Auswahl Österreichs spielte in Gruppe 6 gegen die Teams aus Tschechien, Ungarn und Schottland. Nach einem Sieg gegen die schottische Auswahl (3:0) folgten zwei klare Niederlagen gegen Ungarn (1:3) und Tschechien (0:3). Österreich landete mit dieser Bilanz auf dem dritten Rang und konnte sich somit nicht für die Endrunde qualifizieren.

## Teilnehmer
Gastgeber Georgien war automatisch für die Endrunde gesetzt. Somit gab es sieben weitere Plätze, die an die sieben Gruppensieger der Eliterunde vergeben wurden. Das vollständige Teilnehmerfeld wurde im März 2017 ermittelt. Anschließend folgte die offizielle Auslosung für die Endrunde der U-19-Euro 2017.
| - Georgien (Gastgeber) - Niederlande (Sieger Gruppe 1) - Deutschland (Sieger Gruppe 2) - England (Sieger Gruppe 3) | - Portugal (Sieger Gruppe 4) - Bulgarien (Sieger Gruppe 5) - Tschechien (Sieger Gruppe 6) - Schweden (Sieger Gruppe 7) |

### DFB-Auswahl
Trainer: Frank Kramer (* 3. Mai 1972)
| Position   | Name               | Verein               | Geburts- datum | Anzahl der Spiele | Tor | Gelbe Karte | Gelb-Rote Karte | Rote Karte |
| ---------- | ------------------ | -------------------- | -------------- | ----------------- | --- | ----------- | --------------- | ---------- |
| Torhüter   | Eike Bansen        | Borussia Dortmund    | 21. Feb. 1998  | 3                 | 0   | 1           | 0               | 0          |
| Torhüter   | Markus Schubert    | Dynamo Dresden       | 12. Juni 1998  | 0                 | 0   | 0           | 0               | 0          |
| Abwehr     | Maxime Awoudja     | FC Bayern München    | 2. Feb. 1998   | 2                 | 0   | 0           | 0               | 0          |
| Abwehr     | Jonas Busam        | SC Freiburg          | 3. Mai 1998    | 3                 | 0   | 0           | 0               | 0          |
| Abwehr     | Jeff Chabot        | Sparta Rotterdam     | 12. Feb. 1998  | 2                 | 0   | 0           | 0               | 0          |
| Abwehr     | Dominik Franke     | RB Leipzig           | 5. Okt. 1998   | 2                 | 0   | 0           | 0               | 0          |
| Mittelfeld | Etienne Amenyido   | Borussia Dortmund    | 1. März 1998   | 3                 | 1   | 1           | 0               | 0          |
| Mittelfeld | Ridle Baku         | 1. FSV Mainz 05      | 8. Apr. 1998   | 2                 | 0   | 0           | 0               | 0          |
| Mittelfeld | Aymen Barkok       | Eintracht Frankfurt  | 21. Mai 1998   | 3                 | 1   | 1           | 0               | 0          |
| Mittelfeld | Sidney Friede      | Hertha BSC           | 12. Apr. 1998  | 3                 | 1   | 0           | 0               | 0          |
| Mittelfeld | Dennis Geiger      | TSG 1899 Hoffenheim  | 10. Juni 1998  | 3                 | 0   | 1           | 0               | 0          |
| Mittelfeld | Felix Götze        | FC Bayern München    | 11. Feb. 1998  | 1                 | 0   | 0           | 0               | 0          |
| Mittelfeld | Gökhan Gül         | Fortuna Düsseldorf   | 17. Juli 1998  | 3                 | 1   | 1           | 0               | 0          |
| Mittelfeld | Robin Hack         | TSG 1899 Hoffenheim  | 27. Aug. 1998  | 3                 | 0   | 0           | 0               | 0          |
| Mittelfeld | David Raum         | SpVgg Greuther Fürth | 22. Apr. 1998  | 3                 | 0   | 0           | 0               | 0          |
| Mittelfeld | Görkem Sağlam      | VfL Bochum           | 11. Apr. 1998  | 3                 | 0   | 1           | 0               | 0          |
| Angriff    | Mats Köhlert       | Hamburger SV         | 2. Mai 1998    | 1                 | 0   | 0           | 0               | 0          |
| Angriff    | Tobias Warschewski | Preußen Münster      | 6. Feb. 1998   | 2                 | 1   | 0           | 0               | 0          |

## Austragungsorte
Als vorläufige Austragungsstätten wurden 4 Stadien in den Städten Tiflis, Gori, Rustawi und Mzcheta benannt. Vor der Endrunde wurde bekannt gegeben, dass in den Städten Rustawi und Mzcheta nicht gespielt wird. Stattdessen wurden zwei weitere Stadien in Tiflis in den Spielplan aufgenommen, darunter der Trainingsplatz des Micheil-Meschi-Stadion.
| Tiflis |

| Gori |

| Tiflis |

| Gori |

## Vorrunde

### Modus
Die Vorrunde wurde in zwei Gruppen mit jeweils vier Mannschaften ausgetragen. Die zwei Gruppensieger und Zweitplatzierten qualifizierten sich für das Halbfinale.
Wenn zwei oder mehr Mannschaften derselben Gruppe nach Abschluss der Gruppenspiele die gleiche Anzahl Punkte aufwiesen, wurde die Platzierung nach folgenden Kriterien in dieser Reihenfolge ermittelt:
a. höhere Punktzahl aus den Direktbegegnungen der betreffenden Mannschaften;
b. bessere Tordifferenz aus den Direktbegegnungen der betreffenden Mannschaften;
c. größere Anzahl erzielter Tore aus den Direktbegegnungen der betreffenden Mannschaften;
d. wenn nach der Anwendung der Kriterien a) bis c) immer noch mehrere Mannschaften denselben Platz belegen, werden die Kriterien a) bis c) erneut angewendet, jedoch ausschließlich auf die Direktbegegnungen der betreffenden Mannschaften, um deren definitive Platzierung zu bestimmen. Führt dieses Vorgehen keine Entscheidung herbei, werden die Kriterien e) bis h) angewendet;
e. bessere Tordifferenz aus allen Gruppenspielen;
f. größere Anzahl erzielter Tore aus allen Gruppenspielen;
g. geringere Gesamtzahl an Strafpunkten auf der Grundlage der in allen Gruppenspielen erhaltenen gelben und roten Karten (rote Karte = 3 Punkte, gelbe Karte = 1 Punkt, Platzverweis nach zwei gelben Karten in einem Spiel = 3 Punkte);
h. Losentscheid.
Trafen zwei Mannschaften im letzten Gruppenspiel aufeinander, die dieselbe Anzahl Punkte sowie die gleiche Tordifferenz und gleiche Anzahl Tore aufwiesen, und endete das betreffende Spiel unentschieden, wurde die endgültige Platzierung der beiden Mannschaften durch Elfmeterschießen ermittelt, vorausgesetzt, dass keine andere Mannschaft derselben Gruppe nach Abschluss aller Gruppenspiele dieselbe Anzahl Punkte aufgewiesen hat. Hatten mehr als zwei Mannschaften dieselbe Anzahl Punkte, fanden die oberen Kriterien Anwendung.

### Gruppe A
| Pl. | Land       | Sp. | S | U | N | Tore    | Diff. | Punkte |
| --- | ---------- | --- | - | - | - | ------- | ----- | ------ |
| 1.  | Portugal   | 3   | 2 | 1 | 0 | 005:300 | +2    | 07     |
| 2.  | Tschechien | 3   | 2 | 0 | 1 | 005:300 | +2    | 06     |
| 3.  | Georgien   | 3   | 1 | 0 | 2 | 002:400 | −2    | 03     |
| 4.  | Schweden   | 3   | 0 | 1 | 2 | 004:600 | −2    | 01     |

|                                                                                    |   |            |           |
| 2. Juli 2017 um 17:30 Uhr (15:30 Uhr MESZ) in Tiflis (Micheil-Meschi-Stadion 2)    |   |            |           |
| Schweden                                                                           | – | Tschechien | 1:2 (0:1) |
| 2. Juli 2017 um 20:00 Uhr (18:00 Uhr MESZ) in Gori                                 |   |            |           |
| Georgien                                                                           | – | Portugal   | 0:1 (0:0) |
| 5. Juli 2017 um 17:30 Uhr (15:30 Uhr MESZ) in Tiflis (Micheil-Meschi-Stadion)      |   |            |           |
| Georgien                                                                           | – | Schweden   | 2:1 (2:0) |
| 5. Juli 2017 um 20:00 Uhr (18:00 Uhr MESZ) in Tiflis (Dawid-Petriaschwili-Stadion) |   |            |           |
| Tschechien                                                                         | – | Portugal   | 1:2 (1:1) |
| 8. Juli 2017 um 20:00 Uhr (18:00 Uhr MESZ) in Tiflis (Micheil-Meschi-Stadion)      |   |            |           |
| Tschechien                                                                         | – | Georgien   | 2:0 (1:0) |
| 8. Juli 2017 um 20:00 Uhr (18:00 Uhr MESZ) in Gori                                 |   |            |           |
| Portugal                                                                           | – | Schweden   | 2:2 (0:1) |

### Gruppe B
| Pl. | Land        | Sp. | S | U | N | Tore    | Diff. | Punkte |
| --- | ----------- | --- | - | - | - | ------- | ----- | ------ |
| 1.  | England     | 3   | 3 | 0 | 0 | 007:100 | +6    | 09     |
| 2.  | Niederlande | 3   | 1 | 1 | 1 | 005:300 | +2    | 04     |
| 3.  | Deutschland | 3   | 1 | 0 | 2 | 005:800 | −3    | 03     |
| 4.  | Bulgarien   | 3   | 0 | 1 | 2 | 001:600 | −5    | 01     |

|                                                                                    |   |             |           |
| 3. Juli 2017 um 17:30 Uhr (15:30 Uhr MESZ) in Tiflis (Micheil-Meschi-Stadion)      |   |             |           |
| Bulgarien                                                                          | – | England     | 0:2 (0:1) |
| 3. Juli 2017 um 20:00 Uhr (18:00 Uhr MESZ) in Tiflis (Dawid-Petriaschwili-Stadion) |   |             |           |
| Deutschland                                                                        | – | Niederlande | 1:4 (0:0) |
| 6. Juli 2017 um 17:30 Uhr (5:30 Uhr MESZ) in Tiflis (Micheil-Meschi-Stadion 2)     |   |             |           |
| England                                                                            | – | Niederlande | 1:0 (0:0) |
| 6. Juli 2017 um 20:00 Uhr (18:00 Uhr MESZ) in Gori                                 |   |             |           |
| Deutschland                                                                        | – | Bulgarien   | 3:0 (2:0) |
| 9. Juli 2017 um 20:00 Uhr (18:00 Uhr MESZ) in Tiflis (Dawid-Petriaschwili-Stadion) |   |             |           |
| England                                                                            | – | Deutschland | 4:1 (0:0) |
| 9. Juli 2017 um 20:00 Uhr (18:00 Uhr MESZ) in Gori                                 |   |             |           |
| Niederlande                                                                        | – | Bulgarien   | 1:1 (0:0) |

## Finalrunde

### Halbfinale
|                                                                                     |   |             |           |
| 12. Juli 2017 um 17:00 Uhr (15:00 Uhr MESZ) in Tiflis (Dawid-Petriaschwili-Stadion) |   |             |           |
| Portugal                                                                            | – | Niederlande | 1:0 (1:0) |
| 12. Juli 2017 um 20:00 Uhr (18:00 Uhr MESZ) in Tiflis (Micheil-Meschi-Stadion)      |   |             |           |
| England                                                                             | – | Tschechien  | 1:0 (0:0) |

### Finale
| Portugal                                                                           | Portugal | England | England |
| ---------------------------------------------------------------------------------- | --- | --- | ------- |
| Portugal                                                                           | \| Finale \| \| 15. Juli 2017 um 20:00 Uhr (18:00 Uhr MESZ) in Gori (Tengis-Burdschanadse-Stadion) \| \| Ergebnis: 1:2 (0:0) \| \| Schiedsrichter: Srđan Jovanović ( Serbien) \| \| Spielbericht \|                                   | \| Finale \| \| 15. Juli 2017 um 20:00 Uhr (18:00 Uhr MESZ) in Gori (Tengis-Burdschanadse-Stadion) \| \| Ergebnis: 1:2 (0:0) \| \| Schiedsrichter: Srđan Jovanović ( Serbien) \| \| Spielbericht \|                                                               | England |
| Portugal                                                                           | Diogo Costa – Diogo Dalot, Diogo Queirós, João Queirós, Abdu Conté (78. Madi Queta) – Gedson Fernandes, Rui Pires , Domingos Quina – Mesaque Dju (75. Miguel Luís), Rui Pedro, João Filipe (56. Rafael Leão) Cheftrainer: Hélio Sousa | Aaron Ramsdale – Dujon Sterling, Darnell Johnson, Easah Suliman, Jay Dasilva – Isaac Buckley-Ricketts (84. Marcus Edwards), Andre Dozzell (77. Josh Dasilva), Mason Mount, Tayo Edun, Ryan Sessegnon – Lukas Nmecha (73. Ben Brereton) Cheftrainer: Keith Downing | England |
| Portugal                                                                           | 1:1 Dujon Sterling (56., ET) | 0:1 Easah Suliman (50.) 1:2 Lukas Nmecha (68.) | England |
| Portugal                                                                           | Pires (67.) | Edun (54.), Ramsdale (90.+1') | England |
| Portugal                                                                           | Edun (86.) | | England |
| Finale                                                                             | | |         |
| 15. Juli 2017 um 20:00 Uhr (18:00 Uhr MESZ) in Gori (Tengis-Burdschanadse-Stadion) | | |         |
| Ergebnis: 1:2 (0:0)                                                                | | |         |
| Schiedsrichter: Srđan Jovanović ( Serbien)                                         | | |         |
| Spielbericht                                                                       | | |         |

## Beste Torschützen
Nachfolgend aufgelistet sind die besten Torschützen der Endrunde. Die Sortierung erfolgt nach Anzahl der geschossenen Tore, bei gleicher Trefferzahl sind die Vorlagen und danach die Spielminuten ausschlaggebend.
| Rang | Spieler            | Tore | Vorlagen | Spielminuten |
| ---- | ------------------ | ---- | -------- | ------------ |
| 01   | Ben Brereton       | 3    | 1        | 263          |
| 02   | Joël Piroe         | 3    | 0        | 098          |
| 03   | Viktor Gyökeres    | 3    | 0        | 270          |
| 04   | Ryan Sessegnon     | 3    | 0        | 435          |
| 05   | Lukas Nmecha       | 2    | 0        | 187          |
| 06   | Daniel Turyna      | 2    | 0        | 253          |
| 07   | Rui Pedro          | 2    | 0        | 360          |
| 08   | Mason Mount        | 1    | 4        | 437          |
| 09   | Sidney Friede      | 1    | 2        | 270          |
| 10   | Libor Holík        | 1    | 2        | 360          |
|      | …                  | …    | …        | …            |
| 12   | Etienne Amenyido   | 1    | 1        | 256          |
| 14   | Tobias Warschewski | 1    | 0        | 037          |
| 21   | Aymen Barkok       | 1    | 0        | 228          |
| 23   | Gökhan Gül         | 1    | 0        | 260          |

## Mannschaft des Turniers
| Torhüter                  | Abwehr                                                        | Mittelfeld                                                   | Stürmer                                                                                    | Bester Spieler |
| ------------------------- | ------------------------------------------------------------- | ------------------------------------------------------------ | ------------------------------------------------------------------------------------------ | -------------- |
| Justin Bijlow Diogo Costa | Dujon Sterling Diogo Dalot Diogo Queirós Abdu Conté Alex Král | Tayo Edun Rui Pires Giorgi Kutsia Mason Mount Ondřej Šašinka | Javairô Dilrosun Mesaque Dju Ryan Sessegnon Giorgi Tschakwetadse Rui Pedro Viktor Gyökeres | Mason Mount    |

## Schiedsrichter
Die UEFA nominierte für die Endrunde sechs Schiedsrichter aus sechs Ländern, die von acht Assistenten unterstützt wurden. Dabei gab es keine festen Teams aus Schiedsrichtern und Assistenten. Zwei weitere Schiedsrichter, welche als 4. Offizielle zum Einsatz kamen, komplettierten das Feld der Unparteiischen der Endrunde.
| Schiedsrichter                | Assistenten        | Vierte Offizielle    |
| ----------------------------- | ------------------ | -------------------- |
| Mads-Kristoffer Kristoffersen | Ihor Aljochin      | Giorgi Kruaschwili   |
| Davide Massa                  | Balázs Buzás       | Giorgi Wadatschkoria |
| Ola Hobber Nilsen             | Daniel Da Costa    |                      |
| Sergei Lapotschkin            | Juryj Chomtschanka |                      |
| Srđan Jovanović               | Silver Kõiv        |                      |
| Ali Palabıyık                 | Thibaud Nijssen    |                      |
|                               | Denis Rexha        |                      |
|                               | Graeme Stewart     |                      |

## Fernsehübertragung
Der Sportsender Eurosport hat sich die Übertragungsrechte für die U-19-Endrunde gesichert. Im Hauptprogramm auf Eurosport 1 wurden sechs Gruppenspiele, inklusiver der drei Spiele mit Beteiligung der deutschen Mannschaft, sowie ein Halbfinale übertragen. Auf Eurosport 2 wurde zusätzlich das zweite Halbfinale übertragen.